# Table Rock (Pensilvania)
Table Rock es un lugar designado por el censo ubicado en el condado de Adams en el estado estadounidense de Pensilvania. En el Censo de 2010 tenía una población de 62 habitantes y una densidad poblacional de 314,98 personas por km².

## Geografía
Table Rock se encuentra ubicado en las coordenadas 39°54′44″N 77°13′22″O / 39.91222, -77.22278. Según la Oficina del Censo de los Estados Unidos, Table Rock tiene una superficie total de 0.2 km², de la cual 0.2 km² corresponden a tierra firme y (0%) 0 km² es agua.

## Demografía
Según el censo de 2010, había 62 personas residiendo en Table Rock. La densidad de población era de 314,98 hab./km². De los 62 habitantes, Table Rock estaba compuesto por el 93.55% blancos, el 0% eran afroamericanos, el 0% eran amerindios, el 0% eran asiáticos, el 0% eran isleños del Pacífico, el 1.61% eran de otras razas y el 4.84% pertenecían a dos o más razas. Del total de la población el 6.45% eran hispanos o latinos de cualquier raza.